# NGC 2485
NGC 2485 è una galassia a spirale nella costellazione del Cane Minore.
È un oggetto sfuggente, individuabile non senza difficoltà 3,5 gradi a NE della brillante stella Procione; in aggiunta a ciò, è pure oscurata da una stellina di undicesima magnitudine. Si tratta di una galassia dalla forma molto regolare, con i bracci disposti ordinatamente intorno al nucleo, rendendola simile nella forma ad un mulinello. Dista dalla Via Lattea circa 225 milioni di anni-luce.